# Mohammad Anwar Kharot
Mohammad Anwar Kharot (dari : محمد انور خرت) (né à Kaboul dans le Royaume d'Afghanistan) est un joueur de football international afghan qui évoluait au poste d'attaquant.

## Biographie

### Carrière en sélection
Avec l'équipe d'Afghanistan, il participe aux Jeux olympiques de 1948. Lors du tournoi olympique organisé à Londres, il joue un match contre le Luxembourg (défaite 6-0).